# Патрис Мак Маон
Патрис Мак Маон (фр. Patrice de Mac Mahon; 13. јун 1808, Соли (Саона и Лоара) - 17. октобар 1893, Монкресон) је био 3. председник Француске републике тј. њен старешина (шеф). Био је и француски генерал и маршал. 

## Председник Француске
Правац владавине зависио је од тога, како би се те странке груписале. Оне су се устезале за једно две године. Средишна се десница (орлеанистичка) најпре реши да се удружи са средишном левицом (републиканском), да помаже Тјерову владу. То је била политика средишне уније (савеза). По том се средишна десница побоја радикала, она налажаше да их влада не сузбија с довољно одлучности, и да не потпомаже отворено свештенике; стога се удружи са осталим монархијским странкама и гласа против министарства. Тјер не хтеде остати старешина извршне власти и даде оставку (24. маја 1873) и за председника је био изабран Мак Маон. Власт пређе на савез десница, који ју је задржао до 1876. године.
Скупштина је имала да изради устав. Деснице покушаше да поврате монархију; гроф од Париза признаде грофа Шамбора за краља Француске, и то бејаше фузија (спајање) легитимистичке и орлеанске странке. Но гроф Шамбор, којем је скупштинска већина нудила круну, учини решење питања немогућним, захтевајућн да се по ново узме бела застава (27. окт. 1873).
Кад не би ништа од монархије, онда већина реши да се установи звање старешине (шефа) извршне власти на седам година (септенат), — а по том стаде радити на уставу. Она не хтеде усвојити облик републике. Но, после дугога претресања, једна се групица одвоји од средишне левице и удружена с републиканцима учини да се, с већином од једнога гласа, усвоји једна измена, у којој се налазио израз председник републике. Тако је устав посредно утврдио да је у Француској облик владавине република.

## Уређење од 1875.
Уређење од 1875. године било је изведено по угледу на парламентарне монархије  . Председника републике бира парламенат на седам година; он врши улогу уставнога краља; он бира министре. Министарство већа у министарском савету и солидарно је одговорно пред народном скупштином, то јест министри морају дати оставку, ако у скупштини изгубе већину, и повлаче се сви заједно. Председник може распустити скупштину, али тек по пристанку Сената.
Власт је у рукама двеју скупштина: Посланичкога Дома и Сената, чији сви чланови примају дневно по 25 франака. Скупштина народних посланика бира се општим, тајним гласањем, по срезовима (арондисманима, — а од 1885. до 1889. године гласало се тајно листићима). Она издаје законе и одобрава буџет. — Сенат, од 300 чланова, састоји се из два одељења: 225 чланова бирају нарочити бирачи који имају права бирати сенаторе (то су повереници општинских одбора, посланици и чланови окружних и среских одбора, сакупљени у главном окружном месту), а 75 чланова бира народна скупштина, за тим конгрес. Оних 225 обнављају се тако, да се сваке треће године мења по једна трећина, а 75 су бирани доживотно. Сенат има сасвим иста она права и дужности, која и народна скупштина; он одобрава законе и буџет. Но буџет мора најпре проћи кроз скупштину, и министарство не пада пред сенатским решењем. Од туд излази да је у самој ствари власт у рукама скупштине, јер од ње министри зависе. — Сваки посланик и сенатор има права предлагати било поједине измене, било целе законске предлоге, и интерпелисати владу.
У случају сукоба између народне скупштине и председника републике Сенат пресуђује, јер он има права да скупштину распусти на захтев председника републике.
За седиште парламента и владе био је одређен Верзаљ, да би се тако избегао утицај парискога становништва. Републиканска је странка преместила седиште у Париз.
Устав се може мењати само по пристанку оба дома; треба сваки за себе да реши да „има места ревизији (поновном прегледу) уставних закона“. Ревизију врши Конгрес, то јест скуп сенатора и народних посланика.
Владавина, која је заснована уставом од 1875. године, била је примена парламентарне владавине либералних монархија у земљи која је постала демократска.
И ту, као у парламентарној владавини, има три врсте власти. Старешина извршне власти заузима краљев положај; он само има права бирања министара и распуштања скупштине. Суверену власт има парламенат, састављен из два дома; од њега потичу закони, он одобрава буџет. Политиком управља народна скупштина, коју је народ непосредно изабрао; министарство је солидарно одговорно пред њом.
Али је ваљало усвојити и ове демократске новине:
1., Старешина извршне власти не може бити наследан, и парламенат га бира на седам година;
2., Није се хтело дати право распуштања скупштине самом председнику републике; он то право има тек по пристанку Сената;
3., Народну скупштину не бирају само повлашћени бирачи, него сви грађани;
4., Да би посланички мандат био свима приступачан, чланови парламента примају накнаду (дневницу);
5., Како се није могао створити аристократски Горњи Дом, то је и Сенат, као и народна скупштина, био изборна скупштина; народни посланици представљаху становништво, а сенатори су представљали територије (округе). Гамбета је рекао:
Сенат је велико веће француских општина.
;
6., Сенат је добио активнију улогу него дом перова; он не контролише само народну скупштину, него је удваја. Он има и нешто више од осталих горњих домова, а то је право да усваја буџет и да распушта народну скупштину.
Облици су парламентарне монархије, но под собом крију владавину демократске скупштине.

## Светска изложба
Огромни напретци индустрије и трговине изазвали су и замисао о једној светској изложби, где би били прикупљени сви проналасци и сви производи из целога света, и која би у исти мах служила и као изложба за гледање и као школа. Током Патрисовог мандата је дошло до 7. светске изложбе у паризу 1878. године.

## Односи са суседима
Трговина је образоване народе тако чврсто привезала једне за друге, да се они сви узајамно потпомажу и да сваки осећа последице напретка или оскудице у оних других.
У Средњем Веку су области једне исте државе живеле одвојено; кад би у каквој области жетва оманула, онда је ту наступала гладна година и сиротиња је умирала од глади. Од XVI столећа нестало је правих гладних година; али године, у којима је жетва оманула, до пре педесет година, још су биле године велике оскудице, и цена је житу знатно скакала. Од 1876. до 1879. године у Француској су биле узастопце четири рђаве жетве; оне би у Средњем Веку донеле страховиту глад, а оне једва да су учиниле да у неколико поскупи хлеб, јер се увозило из суседних земаља и тако се надокнадио мањак.

## Колоније
За време Патрисовог мандата Француска је имала мноштво колонија у Африци: Алжир, Сенегамбију, део Конга, Мадагаскара и др. са заштитом Туниса и у Азији: Сајгон, Кохинхину са заштитом Анама и Тонкинга. Осим тога, Француска има још насеобине у Америци: део Гујане и острва Хаити, где су републике Хаити и С. Доминго, и у Аустралији: Таити, Нова Каледонија и др.